# Шандор Сюч

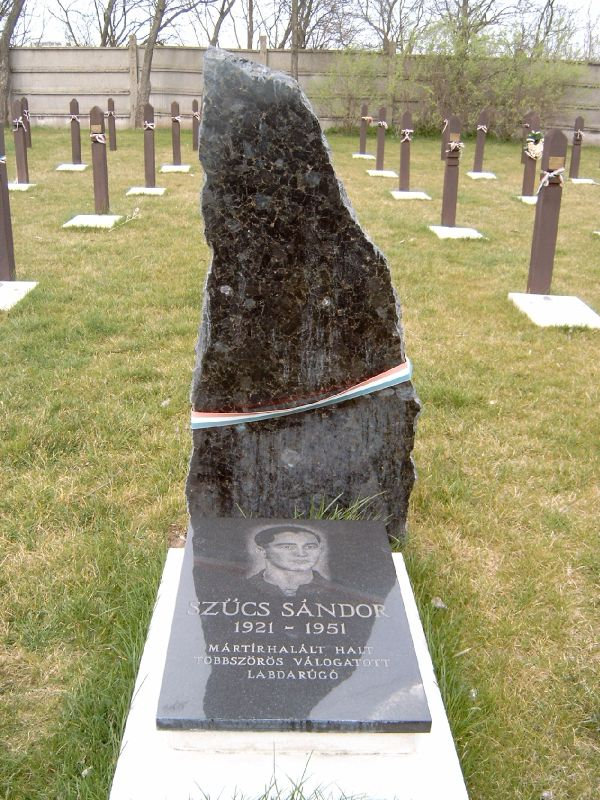
Надгробок Шандора Сюча на кладовищі у Будапешті з написом «Футболіст збірної, загинув мученицькою смертю»

Шандор Сюч (угор. Sándor Szűcs, нар 23 листопада 1921, Сольнок — 4 червня 1951, Будапешт) — угорський футболіст. Виступав за збірну Угорщини. У 1951 році його стратили за державну зраду.

## Біографія

### Кар'єра футболіста
Після закінчення школи Шандор Сюч отримав професію слюсаря. Свою футбольну кар'єру він розпочав у клубі «Сольнок МАВ» з рідного міста, а з 1944 року грав за «Уйпешт» (Будапешт). З цією командою Сюч тричі поспіль ставав чемпіоном Угорщини з 1945 по 1947 рік.
У віці 19 років був викликаний до юніорської збірної Угорщини, а 23 березня 1941 року вперше зіграв за національну збірну. До 1948 року він зіграв 19 міжнародних матчів разом з Ференцом Пушкашем, Дьюлою Лорантом і Шандором Кочишем, серед інших. Його вважали одним із найкращих захисників Європи свого часу.

### Спроба втечі
Після закінчення Другої світової війни та подальшого створення Угорської Народної Республіки за радянським зразком багато угорських футболістів виїхали за кордон, також тому, що вони могли там заробити більше грошей. З ініціативи Вілмоша Шипоша вони створили власний національний клуб в Італії, IRO Hungaria (IRO = Міжнародна організація біженців), проти чого протестувала угорська влада. Цей клуб, в якому також були представлені інші національності, зіграв кілька товариських матчів між 1949 і 1954 роками. Ті, хто вже емігрував, намагалися привезти більше угорських гравців, у тому числі Сюча, на Захід, тоді як уряд намагався запобігти подальшим виїздам.
З 1950 року всі гравці «Уйпешта» були офіційними працівниками Міністерства внутрішніх справ і належали до поліції, тоді як гравці місцевого суперника «Гонвед Будапешт» підпорядковувалися військовим.
Влітку 1948 року Шандор Сюч познайомився з популярною джазовою співачкою Ержі Ковач, чоловік якої, піаніст і завзятий футбольний Ласло Борош, під час турне берегом озера Балатон дізнався, що по сусідству тренується перша команда «Уйпешта», і вирішив влаштувати зустріч із футболістами. Так і познайомилися Ержі Ковач із 27-річним Шандором Сючем, а вже через два дні Ержі з'їхала від чоловіка на орендовану квартиру, і там майже щодня став бувати Сюч.
Тодішній президент «Уйпешта» закликав Сюча припинити «аморальні» стосунки та погрожував йому ув'язненням. Ержі Ковач викликали на допит до служби безпеки Államvédelmi Hatóság (ÁVH), адже Сюч теж не був вільний, на нього чекали вдома дружина та двоє маленьких дітей. Відтоді закохані могли зустрічатися лише таємно. У жовтні 1948 року футболіст зіграв свій останній міжнародний матч у товариській грі проти Австрії, після чого його більше не викликався до збірної через скандал.
Через Дьюлу Женгеллера, який уже грав в Італії, Сюч знав, що ним цікавиться місцевий клуб. На довершення Шандор вирішив попрощатися з командою 4 березня. Про це відразу кілька гравців відразу повідомили до відповідних служб.
Подружжя знайшло людину, яка допомогла б їм дістатися заходу в обмін на півфунта золота плюс 5000 доларів у разі успіху.  6 березня 1951 року Шандор Сюч і Ержі Ковач спробували разом нелегально виїхати з Угорщини до Югославії і вирушили разом зі своїм куратором. Біля Сомбатгея їх зупинив патруль, але вони пройшли, показавши посвідчення. Трохи пізніше контрабандист попросив Сюча дати йому рушницю. Через кілька хвилин солдати затримали обох. Виявилося, що контрабандист був агентом спецслужб і що вся втеча була пасткою.
Їх доставили до штаб-квартири ÁVH у Будапешті, тепер відомої як Дім терору.
Шандор Сюч і Ержі Ковач постали перед військовим судом. Пізніше Ковач згадувала: «Ми сиділи поруч один з одним на слуханні. Шандор не хотів вірити, що зробив щось погане, він просто хотів грати за кордоном. Він сказав мені не хвилюватися і що все буде добре». Він не вірив, що його справді стратять за цей вчинок, оскільки, наприклад, Дьюла Лорант, Йожеф Месарош та інші футболісти, які збиралися втекти закордон але були спіймані, отримали лише невеликі терміни.
Втім Сюча обрали як стримуючий приклад і 19 травня 1951 року 29-річного Сюча було засуджено до смертної кари за «державну зраду». Як гравець команди «Уйпешта», він був лейтенантом поліції і під час спроби мав при собі табельну зброю. Це призвело до того, що на нього поширився закон проти дезертирства, який передбачав довічне ув'язнення або смертну кару.
В результаті футболіста було страчено через повішення 4 червня 1951 року в таємному місці в Будапешті. Його товариші по команді Йожеф Божик, Ференц Суса та Ференц Пушкаш марно подали прохання про помилування.
Ержі Ковач отримав чотири роки в'язниці. Про смерть свого хлопця вона дізналася лише після звільнення з в'язниці наприкінці 1954 року.
Смертний вирок Сючу виступив як попередження іншим спортсменам не покидати Угорщину. Оскільки національна футбольна команда вважалася фігурою «нової» комуністичної Угорщини та служила пропагандистським цілям, її, очевидно, взяли за приклад. До угорського народного повстання 1956 року жоден інший національний футболіст не наважився втекти за кордон. Лише тоді Пушкаш, Золтан Цібор і Шандор Кочиш залишили батьківщину.

### Реабілітація і пам'ять
Після падіння «залізної завіси» в 1989 році смертний вирок Шандору Сючу було скасовано, і йому посмертно присвоєно звання підполковника поліції. Також були оприлюднені обставини його смерті та місцезнаходження останків. Школа, а також трибуна на домашньому стадіоні «Уйпешта», «Ференц Суса», були названі на його честь. Ержі Ковач (1928—2014), яка працювала співачкою до 2000-х років, розповіла про події у своїй автобіографії Rejtély, а у 2005 році Бела Соболіц зняла документальний фільм Miért? Egy tragicus szerelem története (Чому? Трагічна історія кохання).

## Досягнення
- Чемпіон Угорщини: 1945, 1945/46, 1946/47

## Статистика виступів за збірну
| Дата       | Місто    | Господарі | Результат | Гості     | Турнір                             | Голи | Примітки |
| ---------- | -------- | --------- | --------- | --------- | ---------------------------------- | ---- | -------- |
| 23/03/1941 | Белград  | Югославія | 1 – 1     | Угорщина  | товариський матч                   | -    |          |
| 16/11/1941 | Цюрих    | Швейцарія | 1 – 2     | Угорщина  | товариський матч                   | -    |          |
| 03/05/1942 | Будапешт | Угорщина  | 3 – 5     | Німеччина | товариський матч                   | -    |          |
| 14/06/1942 | Будапешт | Угорщина  | 1 – 1     | Хорватія  | товариський матч                   | -    |          |
| 01/11/1942 | Будапешт | Угорщина  | 3 – 0     | Швейцарія | товариський матч                   | -    |          |
| 16/05/1943 | Женева   | Швейцарія | 1 – 3     | Угорщина  | товариський матч                   | -    |          |
| 06/06/1943 | Софія    | Болгарія  | 2 – 4     | Угорщина  | товариський матч                   | -    |          |
| 19/08/1945 | Будапешт | Угорщина  | 2 – 0     | Австрія   | товариський матч                   | -    |          |
| 20/08/1945 | Будапешт | Угорщина  | 5 – 2     | Австрія   | товариський матч                   | -    |          |
| 30/09/1945 | Будапешт | Угорщина  | 7 – 2     | Румунія   | товариський матч                   | -    |          |
| 14/04/1946 | Відень   | Австрія   | 3 – 2     | Угорщина  | товариський матч                   | -    |          |
| 04/05/1947 | Будапешт | Угорщина  | 5 – 2     | Австрія   | товариський матч                   | -    |          |
| 11/05/1947 | Турин    | Італія    | 3 – 2     | Угорщина  | товариський матч                   | -    |          |
| 29/06/1947 | Белград  | Югославія | 2 – 3     | Угорщина  | Балканський кубок                  | -    |          |
| 17/08/1947 | Будапешт | Угорщина  | 9 – 0     | Болгарія  | Балканський кубок                  | -    |          |
| 20/08/1947 | Будапешт | Угорщина  | 3 – 0     | Албанія   | Балканський кубок                  | -    |          |
| 14/09/1947 | Відень   | Австрія   | 4 – 3     | Угорщина  | товариський матч                   | -    |          |
| 21/04/1948 | Будапешт | Угорщина  | 7 – 4     | Швейцарія | Кубок Центральної Європи 1948—1953 | -    |          |
| 03/10/1948 | Будапешт | Угорщина  | 2 – 1     | Австрія   | товариський матч                   | -    | 47'      |
| Усього     |          | Матчів    | 19        |           | Голів                              | 0    |          |